# Liste des administrateurs supérieurs de Wallis-et-Futuna
L'administrateur supérieur de Wallis-et-Futuna est un haut fonctionnaire de la France représentant l'État dans la collectivité d'outre-mer de Wallis-et-Futuna. Son poste a été créé en 1961 et il a le statut de préfet depuis 1987. Il dirige l'administration supérieure de Wallis-et-Futuna qui siège à Mata Utu, chef-lieu du territoire, sur l'île de Wallis.

## Histoire
Le poste d'administrateur supérieur a été créé par la loi de 1961 qui a donné à Wallis-et-Futuna le statut de territoire d'outre-mer (TOM). Il succède au résident qui jusqu'alors représentait la France dans l'archipel, durant le protectorat de Wallis-et-Futuna. Depuis le décret no 87-859 du 26 octobre 1987, l'administrateur supérieur a également rang de préfet.

## Compétences
L'administrateur supérieur est « chef du territoire » mais aussi responsable du pouvoir exécutif. Il est président du conseil territorial, le conseil décisionnel composé des trois rois traditionnels et de trois membres nommés par l'administrateur supérieur avec l'approbation de l'assemblée territoriale. Il s'occupe aussi de la sécurité avec sous sa charge la Gendarmerie du territoire, mais aussi les gardes territoriaux de Wallis-et-Futuna.
Dans son jugement du 12 mars 2007, le tribunal administratif de Mata-Utu a jugé que la loi interdit toute immixtion de l'administrateur supérieur dans le fonctionnement des autorités coutumières.

## Siège
L'administration supérieure de Wallis-et-Futuna siège à Mata Utu, chef-lieu du territoire, dans le royaume d'Uvea sur l'île de Wallis.
Il existe aussi une délégation, compétente sur les îles de Futuna et Alofi, sous la direction d'un sous-préfet ; elle siège à Leava dans le royaume de Sigave sur l'île de Futuna. En effet les îles de Futuna et Alofi étant séparées par plus de 200 km de l'île de Wallis, les déplacements de l'administrateur qui réside sur l'ile de Wallis ne sont pas réguliers pour se rendre sur ses îles voisines, et un représentant est donc essentiel pour pouvoir gérer au mieux les problématiques rencontrées. 

Lieux officiels de l'administration française
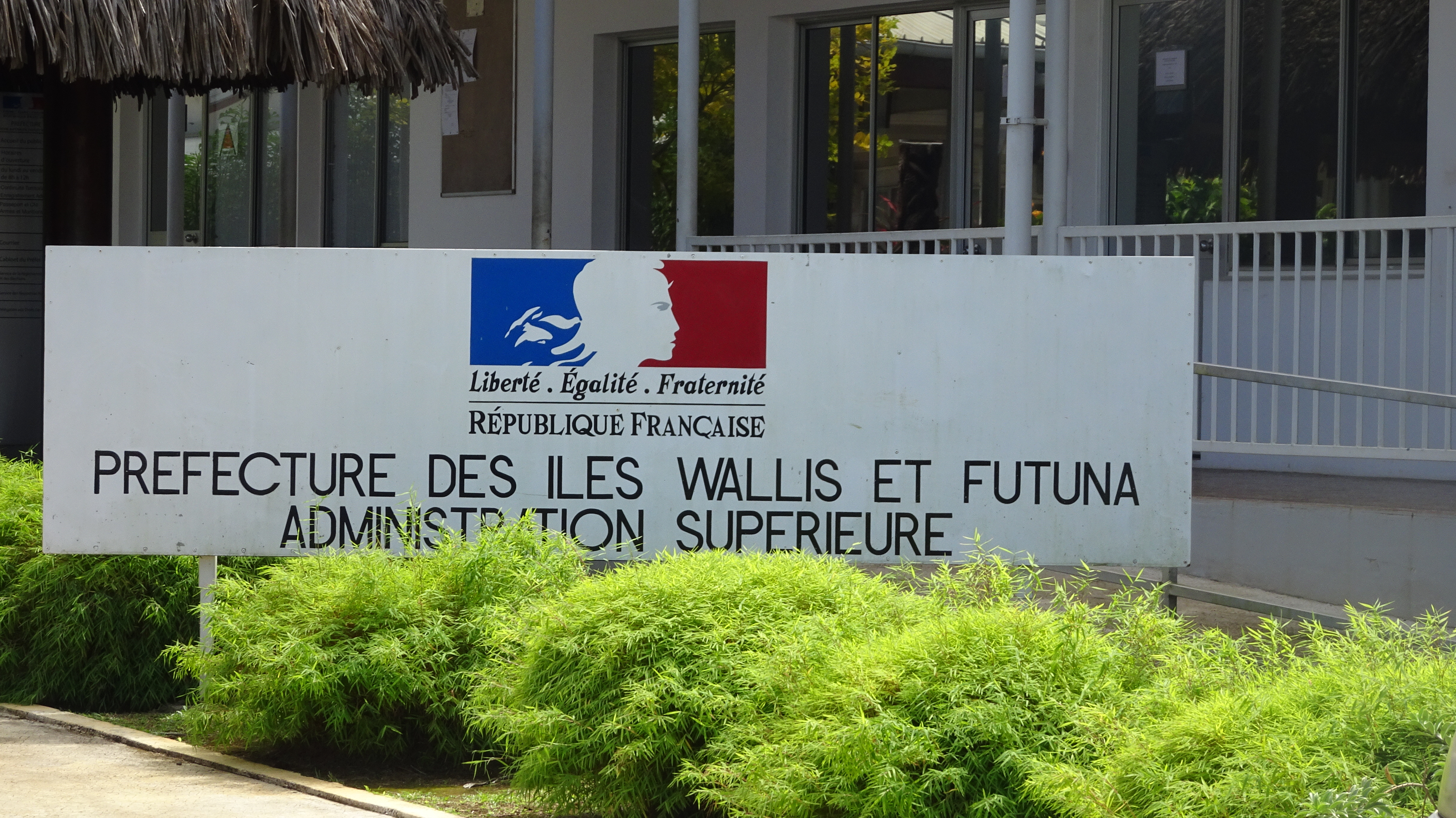
Administration supérieure, Mata Utu (Wallis).
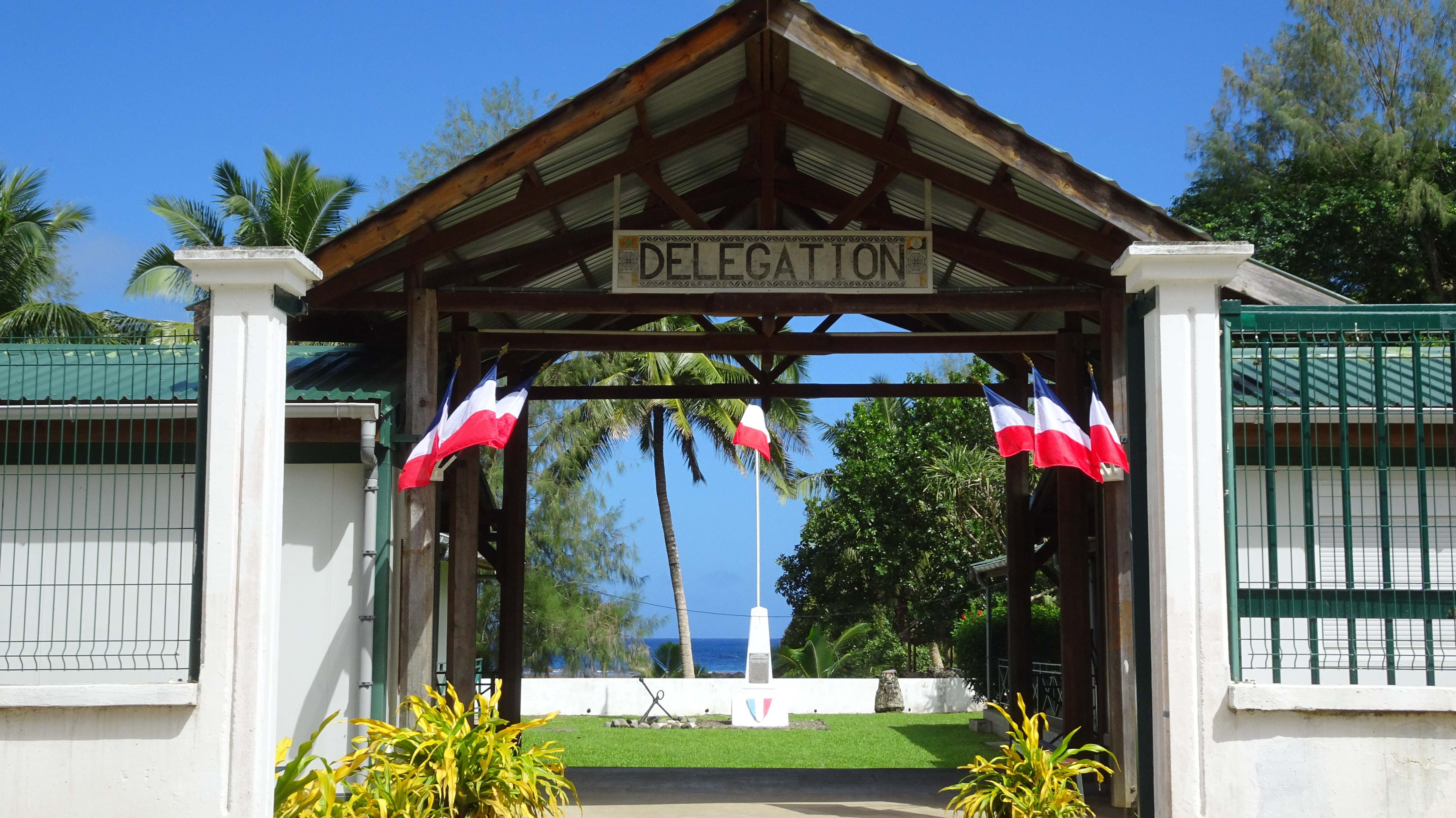
Délégation de l'administration, Leava (Futuna).

## Liste
Les administrateurs supérieurs ont été successivement, :
| Date de nomination | Date de nomination | Nom                                      | Fonction précédente | Observations | Portrait |
| ------------------ | ------------------ | ---------------------------------------- | --- | --- | -------- |
| 10 octobre 1961    | [ a ]              | Jean Léon Périé                          | | |          |
| 21 mars 1962       |                    | Jacques Herry (d) (par intérim)          | | |          |
| 18 juillet 1962    | [ b ]              | Jean Marie Pierre Bertrand               | | |          |
| 17 février 1964    | [ c ]              | André Duc-Dufayard                       | | |          |
| 26 juillet 1966    | [ d ]              | Fernand Lamodière                        | | |          |
| 30 mai 1968        | [ e ]              | Jacques Frédéric Gabriel Bach            | | |          |
| 16 mars 1971       | [ f ]              | Guy Robert Boileau                       | | |          |
| 22 septembre 1972  | [ g ]              | Jacques Ferrante de Agostini             | | |          |
| 10 mars 1975       | [ h ]              | Yves Robert Émile Louis Arbellot-Repaire | | |          |
| 2 novembre 1976    | [ i ]              | Henri Charles Beaux                      | | |          |
| 6 juillet 1979     | [ j ]              | Pierre Jean Marc Isaac                   | | |          |
| 16 décembre 1980   | [ k ]              | Robert Gilbert Georges Thil              | | |          |
| 25 novembre 1983   | [ l ]              | Michel Kuhnmunch (d)                     | A été au Service de documentation extérieure et de contre-espionnage (SDECE) en 1981-1982                                                                              | |          |
| 26 novembre 1985   | [ m ]              | Bernard Lesterlin                        | Chargé de mission auprès du cabinet du secrétaire d'État chargé des Départements et Territoires d'outremer auprès du ministre de l'intérieur et de la Décentralisation | Continue sous-préfet hors cadre, devient préfet, puis député dans la deuxième circonscription de l'Allier de 2007 à 2017.                                                                                  |          |
| 2 juillet 1986     | [ n ]              | Jacques Le Hénaff (d)                    | Sous-préfet de l'arrondissement de Metz-Campagne, puis sous-préfet hors cadre                                                                                          | Sous-préfet hors cadre |          |
| 26 octobre 1987    | [ o ]              | Gérard Lambotte (d)                      | Sous-préfet de arrondissement de Pointe-à-Pitre | Nommé préfet hors cadre, chef de la mission pour les initiatives en faveur de l'emploi |          |
| 28 juillet 1988    | [ p ]              | Roger Dumec (d)                          | Sous-préfet de l'arrondissement du Havre | Nommé délégué interministériel à la coopération régionale Caraïbes-Guyane |          |
| 1er octobre 1990   | [ q ]              | Robert Pommiès (d)                       | Sous-préfet de l'arrondissement de Mulhouse | Préfet du territoire de Belfort |          |
| 1er mars 1993      | [ r ]              | Philippe Legrix (d)                      | Sous-préfet de l'arrondissement de Roanne | Directeur des moyens gouvernementaux, des plans et de la sécurité au secrétariat général de la Défense nationale                                                                                           |          |
| 8 août 1994        | [ s ]              | Léon Legrand (d)                         | Sous-préfet de l'arrondissement de Mulhouse et chargé de mission pour la politique de la ville auprès du préfet du Haut-Rhin                                           | Nommé préfet hors cadre |          |
| 27 janvier 1996    | [ t ]              | Claude Pierret (d)                       | Secrétaire général de la préfecture de la Haute-Garonne | Nommé préfet hors cadre, inspecteur général de l'administration |          |
| 21 octobre 1998    | [ u ]              | Christian Dors (d)                       | Secrétaire général de la préfecture des Yvelines | Nommé directeur des stages de l'École nationale d'administration (ENA) |          |
| 12 juillet 2000    | [ v ]              | Alain Waquet (d)                         | Sous-préfet de l'arrondissement d'Épernay, puis sous-préfet hors classe en service détaché                                                                             | Nommé préfet de la Haute-Marne |          |
| 6 août 2002        | [ w ]              | Christian Job                            | Directeur de cabinet du préfet du Val-de-Marne | Nommé ambassadeur de France aux Comores |          |
| 16 décembre 2004   | [ x ]              | Xavier de Fürst                          | Chef du cabinet civil du ministère de la Défense et des Anciens combattants                                                                                            | Impliqué dans la crise coutumière wallisienne de 2005. Nommé préfet délégué pour la sécurité et la défense auprès du préfet de zone, préfet de la région Rhône-Alpes, préfet du Rhône.                     |          |
| 20 juillet 2006    | [ y ]              | Richard Didier                           | Conseiller technique à la présidence de la République | Nommé préfet de la Haute-Loire |          |
| 28 juillet 2008    | [ z ]              | Philippe Paolantoni (en)                 | Sous-préfet de l'arrondissement de Brest | Nommé directeur des Affaires maritimes du ministère de l'Écologie |          |
| 10 juin 2010       | [ aa ]             | Michel Jeanjean (en)                     | Sous-préfet de l'arrondissement de Torcy | Admis à la retraite |          |
| 27 février 2013    | [ ab ]             | Michel Aubouin                           | Directeur de l'accueil, de l'intégration et de la citoyenneté au secrétariat général à l'immigration et à l'intégration, ministère de l'Intérieur                      | Nommé préfet hors cadre, inspecteur général de l'administration |          |
| 19 décembre 2014   | [ ac ]             | Marcel Renouf (en)                       | Préfet hors cadre | Préfet hors cadre en poste au ministère de l'Intérieur. Impliqué dans la crise coutumière wallisienne de 2016, il doit trancher entre deux Lavelua concurrents et finit par reconnaître Patalione Kanimoa. |          |
| 2 février 2017     | [ ad ]             | Jean-Francis Treffel                     | Sous-préfet de l'arrondissement de Lorient | Nommé préfet de la Mayenne |          |
| 19 décembre 2018   | [ ae ]             | Thierry Queffelec (en)                   | Secrétaire général pour les Affaires régionales à la préfecture de la région Provence-Alpes-Côte d'Azur, préfecture des Bouches-du-Rhône                               | Nommé préfet de la Guyane |          |
| 25 novembre 2020   | [ af ]             | Hervé Jonathan                           | Sous-préfet de l'arrondissement de Bayonne | Nommé préfet d'Eure-et-Loir |          |
| 13 juillet 2023    | [ ag ]             | Blaise Gourtay (d)                       | Secrétaire général pour les Affaires régionales à la préfecture de la région Grand-Est, préfecture du Bas-Rhin                                                         | |          |